# Новобаишево
Новобаи́шево (баш. Яңы Байыш) — село в Бирском районе Республики Башкортостан Российской Федерации. Входит в состав Верхнелачентауского сельсовета. 

## География

### Географическое положение
Расстояние до:
- районного центра (Бирск): 35 км,
- центра сельсовета (Верхнелачентау): 9 км,
- ближайшей ж/д станции (Уфа): 139 км.

## Население
| 2002 | 2009 | 2010 |
| ---- | ---- | ---- |
| 107  | ↘87  | ↘76  |

Национальный состав
Согласно переписи 2002 года, преобладающие национальности — татары (100 %).